# Ẅ
Cette page contient des caractères spéciaux ou non latins. S’ils s’affichent mal (▯, ?, etc.), consultez la page d’aide Unicode.
Ẅ, ou W tréma, est un graphème utilisé comme lettre latine additionnelle de l’alphabet général des langues camerounaises dans l’écriture du bafanji, du ngiemboon, du ngomba ou du pinyin, dans l’écriture du gallois au Royaume-Uni, du tsimshian de la côte au Canada, ou comme lettre de l’Orthographe pratique des langues ivoiriennes utilisée en alladian. Elle est aussi utilisée dans l’alphabet des idiomes gabonais de 1932 comme lettre supplémentaire. Elle est formée de la lettre W diacritée d’un tréma suscrit. Elle représente une consonne spirante labio-palatale voisée /ɥ/.

## Représentations informatiques
La lettre W tréma peut être représentée par les caractères Unicode suivants :
- précomposé (latin étendu additionnel)[1] :

| formes    | représentations | chaînes de caractères | points de code | descriptions                    |
| --------- | --------------- | --------------------- | -------------- | ------------------------------- |
| capitale  | Ẅ               | Ẅ                     | U+1E84         | lettre majuscule latine w tréma |
| minuscule | ẅ               | ẅ                     | U+1E85         | lettre minuscule latine w tréma |

- décomposé (latin de base, diacritiques) :

| formes    | représentations | chaînes de caractères | points de code | descriptions                                |
| --------- | --------------- | --------------------- | -------------- | ------------------------------------------- |
| capitale  | Ẅ               | W◌̈                    | U+0057 U+0308  | lettre majuscule latine w diacritique tréma |
| minuscule | ẅ               | w◌̈                    | U+0077 U+0308  | lettre minuscule latine w diacritique tréma |